# Nagasarete Airantō
Nagasarete Airantō (ながされて藍蘭島), littéralement « Faire naufrage… île d'Airan », est une série manga japonaise créée par Takeshi Fujishiro. Elle est d'abord prépubliée dans le magazine de manga Monthly Shōnen Gangan en janvier 2002. Il y a aujourd'hui dix-sept volumes du manga en tankōbon au Japon. Quelques années plus tard sortent deux drama CD basés sur le manga. Une adaptation en série anime commence à être diffusée à la télévision japonaise le 4 avril 2007, produit par le studio feel..

## Trame
La série suit Ikuto Tōhōin, le protagoniste, qui prend la fuite après une dispute avec son père. Son rêve de toujours d'aller sur un bateau le mène à prendre des vacances sur un navire de croisière ; celui-ci est frappé par un orage qui le jette par-dessus bord. Il se réveille le jour suivant sur une île inconnue peuplée de filles. Ikuto y devient très populaire, étant le seul mâle. Comme conséquence, presque toute l'île le demande en mariage, sauf une jeune fille appelée Suzu et sa très âgée grand-mère. Celle-ci décide qu'Ikuto vivra avec Suzu pour le moment, mais Ikuto trouve difficile la vie sur l'île, particulièrement parce que les filles le suivent nuit et jour. Suzu essaie de le protéger. Ikuto ne voulant pas rester sur l'île, il essaie de s'en échapper en bateau mais découvre que l'île est complètement entourée de tourbillons, rendant impossible d'en partir. Il rentre et essaie alors de s'habituer à la vie sur l'île.

## Personnages
Ikuto Tōhōin (東方院 行人, Tōhōin Ikuto)
Seiyū : Sōichiro Hoshi (drama CD), Hiro Shimono (anime)
Ikuto, le protagoniste, se retrouve sur l'île d'Airan à la suite d'un orage. Très gentil et toujours prêt à aider, il est moins fort que les femmes sur l'île. Au début il ne comprend pas les animaux de l'île. Il est déterminé tout comme son grand-père. Quand on lui dit « c'est impossible », il s'y acharne jusqu'à ce que ce soit possible ou il s'évanouit. Il a une petite sœur, Misaki, au Japon. Issu d'une famille plutôt conservatrice, il trouve difficile d'accepter les mœurs plus libres d'Airan, il refuse de croire au surnaturel et nie son existence même quand ça se produit devant ses yeux. Les filles essaient de le séduire, ce qui aboutit toujours par un échec ou par Ikuto qui saigne du nez et s'évanouit.
Suzu (すず)
Seiyū: Yui Horie (drama CD, anime)
Suzu est le personnage féminin le plus important de cette histoire. Elle est honnête et peut être assez spontanée quand elle est enthousiasmée. Elle est la première personne qu'Ikuto rencontre sur l'île et probablement la plus proche. Elle devient jalouse quand une autre fille s'approche d'Ikuto, quoiqu'au début elle n'avait pas de sentiments particuliers pour lui. Elle est très contente de l'avoir avec lui, ayant vécu seule avec son cochon Tonkatsu après le décès de sa mère. Elle est le meilleur joueur de shogi de l'île.
Ayane (あやね)
Seiyū: Yukari Tamura (drama CD), Saeko Chiba (anime)
Ayane est la rivale de Suzu, qui la bat toujours. Elle a l'air plus jeune que ses 16 ans et est jalouse du corps de Suzu. Elle a très peur de sa sœur aînée Machi. Elle est une miko au sanctuaire local, avec Machi et leur mère Chizuru (Ikuto l'a prise pour sa sœur au début de son temps sur l'île). Elle utilise une autruche géante appelée Monjiro comme moyen de transport.
Machi (まち)
Seiyū: Masumi Asano (drama CD), Mikako Takahashi (anime)
Machi est la sœur aînée d'Ayane ; bien qu'elle soit plus petite de taille, elle est de deux ans son aînée. Elle est un peu sadique ; elle torture Ayane avec sa poupée vaudou. Elle a du talent pour la magie, particulièrement en invoquant des esprits.
Rin (りん)
Seiyū: Yu Asakawa (drama CD), Ryōko Shiraishi (anime)
Rin est apprenti charpentier, quoique beaucoup plus douée pour la cuisine. Elle est plutôt garçon manqué de par son attitude et ses habits ; de ce fait, elle attirait beaucoup d'intérêt romantique de la part des autres filles de l'île. Elle souhaite se marier avec Ikuto pour prouver son hétérosexualité.
Mikoto (みこと)
Seiyū: Akeno Watanabe (drama CD, anime)
Mikoto est une kunoichi, apprenti charpentier et obsédée par Rin (elle est la seule à ne pas avoir démontré de l'intérêt pour Ikuto). Sa famille entière pratique le ninpō et le bushido.
Shinobu (しのぶ)
Seiyū: Orie Kimoto (drama CD, anime)
Shinobu est la sœur de Mikoto, pratiquante de bushido. Après avoir rencontré Ikuto et Suzu, elle décide qu'Ikuto trouble Mikoto et lui propose un duel, qu'elle perd.
Chikage (ちかげ)
Seiyū: Ai Nonaka (drama CD), Shizuka Itō (anime)
Chikage est obsédée par les expériences scientifiques et veut Ikuto uniquement pour examiner un vrai mâle et apprendre davantage sur le monde extérieur à l'île. Elle collectionne les objets échoués sur l'île et voit Ikuto comme un autre objet à y ajouter. Elle habite une maison de style anglais avec sa bonne, une éléphante appelée Panako.
Yukino (ゆきの)
Seiyū: Rie Kugimiya (drama CD), Shizuka Hasegawa (anime)
Yukino est la plus jeune fille de l'île ; elle a onze ans et aime beaucoup les animaux. Elle voyage souvent sur l'île sur le dos de ses amis animaux.
Kagami (かがみ)
Seiyū: Mika Kanai (drama CD, anime)
Kagami est la mère de Yukino. Elle mesure à peine plus qu'elle et a une personnalité enfantine. Elle détourne souvent l'attention des amis animaux de Yukino pour jouer. Elle commande un faucon appelé Taka-Taka.
Mei Mei (梅梅 (メイメイ))
Seiyū: Hitomi Nabatame (drama CD, anime)
Mei Mei est étrangère, il semblerait que ce soit la même tempête que pour Hikuto qui est à l'origine de son naufrage. Elle est très timide, au point où, pour communiquer, elle fait des dessins. Elle est devenue amie de la kappa Tohno-san pendant ses voyages, qui l'accompagna sur l'île.
Tohno (遠野, Tōno)
Seiyū: Rio Natsuki (drama CD, anime)
Tohno est une kappa qui, mille ans avant le début de cette histoire, causa tellement de problèmes qu'un moine l'enferma. Mei Mei la sauve quand elle quitte le cirque.
Obaba (オババ)
Seiyū: Kujira (drama CD, anime)
Obaba, à l'origine appelée Koto, est la chef du village, le médecin et probablement la personne la plus âgée de l'île ; elle a probablement plus de 148 ans. Elle est encore très forte et agile, capable d'infliger des punitions corporelles.
Panako (ぱな子)
Seiyū: Mayumi Izuka (drama CD, anime)
Panako est une éléphante rose, la bonne de Chikage. Elle est très gentille mais un peu maladroite. Les animaux et humains de l'île la disent la créature la plus belle de l'île.
Misaki Tōhōin (東方院 美咲, Tōhōin Misaki)
Misaki est la sœur cadette d'Ikuto. Elle se retrouva sur une île peuplée seulement d'hommes quand elle alla chercher Ikuto.
Sakuya (さくや)
Seiyū: Yuki Matsuoka (drama CD, anime)
Sakuya est une poupée robot construite il y a environ 130 ans sur Airan par un créateur anonyme. Elle est propriétaire d'un hôtel et d'une source chaude sur l'île.

## Médias

### Manga
Le manga Nagasarete Airantō est adapté en feuilleton en janvier 2002 dans le Monthly Shōnen Gangan, publié par Square Enix. Il est maintenant adapté en feuilleton dans Gangan Powered. Il existe dix-sept tankōbon et un « guide » au Japon.

### Drama CD
Il y a deux drama CD :
- Comic CD Collection 30 Nagasarete Airantō Vol.1,  (ISBN 475751154X), sorti le 20 février 2004
- Comic CD Collection 32 Nagasarete Airantō Vol.2,  (ISBN 4757513801), sorti le 10 février 2005

### Light novels
Il y a deux romans illustrés basés sur le manga, écrits par Shōgo Mukai et illustrés par Ken Fujiyo. Le premier fut mis en vente le 30 novembre 2004 et le second le 22 mars 2007.

### Anime
L'adaptation en anime commence à être diffusée le 4 avril 2007. Elle est produite par le studio feel. ; réalisée par Hideki Okamoto, écrite par Mamiko Ikeda. Elle compte vingt-six épisodes.

#### Musique
Chanson du générique du début
Days de Yui Horie
Chansons du générique de fin
Say cheese de Yui Horie (épisodes 1 à 12)
Pu~! d'Akeno Watanabe (épisode 13)
Koisuru Tenkizu (恋する天気図), de Yui Horie (épisodes 14 à 25)
Days de Yui Horie (épisode 26)

### Anecdotes
- Le manga que l'on voit dans le chapitre 6 se trouve être un tome de Fullmetal Alchemist.

### Source
- (en) Cet article est partiellement ou en totalité issu de l’article de Wikipédia en anglais intitulé « Nagasarete Airantō » (voir la liste des auteurs).